# RPR (esame di laboratorio)
L'RPR, sigla di Rapid Plasma Reagin, è un test non treponemico per la diagnosi della sifilide. 

## Descrizione
Il test rapido del reagente plasmatico (test RPR o titolo RPR) è un tipo di test diagnostico rapido che cerca anticorpi non specifici nel sangue del paziente che potrebbe avere un'infezione da sifilide. È uno dei numerosi test non treponemici per la sifilide (insieme al test di Wassermann e al test VDRL). Il termine reagente significa che questo test non cerca direttamente anticorpi contro il batterio stesso, Treponema pallidum, ma piuttosto anticorpi contro sostanze rilasciate dalle cellule quando sono danneggiate da T. pallidum (cardiolipina e lecitina). Tradizionalmente, il test sierologico della sifilide è eseguito utilizzando un test non treponemico (NTT) come il test RPR o VDRL, con risultati positivi poi confermati utilizzando uno specifico test treponemico (TT) come TPPA o FTA-ABS. Questo algoritmo è attualmente approvato dai Centers for Disease Control and Prevention statunitense (CDC). Oltre allo screening per la sifilide, è possibile utilizzare RPR per monitorare l'avanzamento della malattia nel tempo e la risposta alla terapia. L'algoritmo tradizionale che utilizza un test non treponemico seguito da un test treponemico rimane lo standard in molte parti del mondo.

## Accuratezza
Il test RPR è un test di screening efficace, in quanto è molto efficace nel rilevare la sifilide nelle persone senza sintomi. Di conseguenza, questi due test di screening dovrebbero essere sempre seguiti da un test treponemico più specifico. I test basati su anticorpi monoclonali e immunofluorescenza, incluso il saggio di microemoagglutinazione T. pallidum (MHA-TP) e la presenza di anticorpi treponemici fluorescenti (FTA-ABS) sono più specifici e più costosi. I test non treponemici (NTT) misurano i livelli di anticorpi immunoglobulina G (IgG) e immunoglobulina M (IgM) prodotti dall'ospite in risposta a molecole lipidiche (principalmente cardiolipina) rilasciate da cellule ospiti danneggiate. 

## Alternative
Un altro test spesso utilizzato per lo screening della sifilide è il test su vetrino Venereal Disease Research Laboratory (VDRL). Tuttavia, il test RPR è generalmente preferito per la sua facilità d'uso. Altri tipi di test sono attualmente in fase di valutazione come possibili alternative al test RPR manuale standard. Una di queste alternative è un analizzatore di sifilide RPR completamente automatizzato.